# Shablykinsky (huyện)
Huyện Shablykinsky (tiếng Nga: ? райо́н) là một huyện hành chính tự quản (raion), của Tỉnh Orel, Nga. Huyện có diện tích 843 kilômét vuông, dân số thời điểm ngày 1 tháng 1 năm 2000 là 10200 người. Trung tâm của huyện đóng ở Shablykino.